# 1103 هـ
ألف ومئة وثلاثة 1103 هـ هي سنة في التقويم الهجري امتدت مقابلةً في التقويم الميلادي بين سنتي 1691 و1692.

## أحداث
- ولادة باشا جد محمد علي باشا.
- ذو القعدة - معاهدة وجدة بين العلويين والأتراك استرجع من خلالها المولى إسماعيل السيطرة على مدينة وجدة.[5]

## مواليد
- باشا جد محمد علي باشا.
- آنا روسيا.
- يوهان ياكوب فتساتين.